# Melaleuca erubescens
Melaleuca erubescens är en myrtenväxtart som beskrevs av Christian Gottfried Daniel Nees von Esenbeck. Melaleuca erubescens ingår i släktet Melaleuca och familjen myrtenväxter. Inga underarter finns listade i Catalogue of Life.